# Supercopa Sudamericana 1988
I Supercopa Sudamericana 1988

## 1/8 finału
Independiente –  Cruzeiro EC 1:2 i 0:1 (mecze 10.02 i 25.02)

 Racing Club –  Santos FC 2:0 i 0:0 (mecze 24.02 i 03.03)

 Boca Juniors –  Grêmio 1:0 i 0:2 (mecze 02.03 i 16.03)
1. 1:0 Jorge Alberto Comas 4
2. 0:1 Lima 4, 0:2 Cuca 38

 Estudiantes La Plata –  CR Flamengo 1:1 i 0:3 (mecze 30.03 i 05.04)

 Peñarol –  Argentinos Juniors 1:0 i 0:2 (mecze 06.04 i 15.04)

 Club Olimpia –  River Plate 2:0 i 0:4 (mecze 13.04 i 20.04)

Wolny los:  Club Nacional de Football

## 1/4 finału
Club Nacional de Football –  CR Flamengo 3:0 i 2:0 (mecze 28.04 i 04.05)

 Grêmio –  River Plate 1:0 i 1:3 (mecze 03.05 i 11.05)

 Cruzeiro EC –  Argentinos Juniors 1:0 i 1:0 (05.05 i 18.05)

Wolny los:  Racing Club

## 1/2 finału
Racing Club –  River Plate 2:1 i 1:1 (mecze 25.05 i 01.06)

 Club Nacional de Football –  Cruzeiro EC 3:2 i 0:1 (mecze 30.05 i 03.07)

## FINAŁ
Racing Club –  Cruzeiro EC 2:1 i 1:1
13 czerwca 1988? ? (?)

 Racing Club –  Cruzeiro EC 2:1

Sędzia: ?

Bramki: ?

Racing Club: ?. Trener: Alfio Basile

Cruzeiro EC:?
18 czerwca 1988? ? (?)

 Cruzeiro EC –  Racing Club 1:1

Sędzia: ?

Bramki: ?

Cruzeiro EC: ?

Racing Club: ?. Trener: Alfio Basile

## Klasyfikacja strzelców bramek
| Gole | Piłkarz           | Klub                      |
| ---- | ----------------- | ------------------------- |
| 4    | Sergio Oliveira   | Club Nacional de Football |
| 4    | Antonio Alzamendi | River Plate               |